# Györffy Zoltán (labdarúgó)
Györffy Zoltán (szlovákul: Zoltán Györffy, ukránul: Золтан Золтанович Дьєрфі, Zoltan Zoltanovics Gyjerfi, oroszul: Золтан Золтанович Дьерфи, Zoltan Zoltanovics Gyjerfi) (Ungvár, Ungi zsupa, Csehszlovákia, 1928 –) magyar, ukrán és szovjet fedezet labdarúgó és labdarúgóedző. Az ukrán másodosztályú bajnokságban szerzett bajnoki címet (1953) úgy, hogy még abban az évben – és 1957-ben másodszor is – az ukrán kupa elődöntőse is lett. A szovjet utánpótlás-csapatok közötti bajnokságának aranyérmese (1949).

## Pályafutása
Pályafutását a magyar NB II-ben 1939–1944 között szereplő Ungvári AC (UAC) ifjúsági csapatában kezdte, amelynek edzője édesapja, id. Györffy Zoltán híres kárpátaljai sportszakember volt. (Az UAC az 1943/1944-es szezonban megnyerte az NB II Keleti csoportját, s így feljutott az NB I-be. Az 1944 augusztusában rajtoló bajnokság első fordulójában rögtön elmaradt a meccse, mert ellenfele, az újvidéki csapat az Ungvár-t ért bombatámadás miatt hazautazott. Az UAC így a Ferencváros otthonában játszotta első NB I-es mérkőzését (5:0-ra kikapott), majd 5:2-re veszített a Salgótarjáni BTC vendégeként, aztán a 4. fordulóban hazai pályán 3:1-es vereséget szenvedett a Szentlőrinci AC-től. 
Több meccset pedig már nem tudott lejátszani a magyar élvonalban, mert jött a front, a bajnokság félbeszakadt, illetve a fővárosi csapatok részvételével hadi-bajnokságként decemberig folytatódott. Majd a második világháborút lezáró párizsi békeszerződések Kárpátalját a Szovjetunióhoz csatolták, és az Ukrajna része lett. Az Ungvári AC ezzel befejezte magyarországi szereplését.) A második világháborút követően ifj. Györffy Zoltán csapattársaival együtt átkerült az újonnan szervezett ukrán másodosztályú klub, a Szpartak Uzsgorod ificsapatába és őt egyidejűleg meghívták a megyei labdarúgó-válogatottba is, amely döntő fölénnyel megnyerte az 1945. augusztus 23 – szeptember 6 közötti időszakban, Kijevben megrendezett első Szpartakiád ifjúsági tornáját. 
1947-ben  bekerült az első országos bajnoki címét éppen megszerző ungvári csapat felnőttkeretébe, amely részvételével 1948-ban bejutott az ukrán labdarúgókupa zárószakaszába (Kijev, Dinamo Stadion, 1948. október 3 – október 26.). Azon a tornán végül az Ungvári Szpartak akkori ellenfele – az első osztályú Dinamo Kijev – egy végig nagyon szoros, de kiegyenlített meccsen győzött 2:1-re, és a végén megnyerte a kupát. A kijeviek csapatában akkor már két korábbi ungvári játékos (Láver György és Fábián János) is szerepelt, és a mérkőzés után (1948. október 20.) – a labdarúgás történetében egyedülálló módon – Györffy Zoltán mellett a Szpartak további hét oszlopos tagja is meghívást kapott a fővárosi sztárcsapatba, nevezetesen: Tóth Dezső, Mihalina Mihály, Juszt Ernő, Komán Mihály, Szengetovszkij Zoltán, Godnicsák László és Gazsó László. (Ehhez, a magyar és csehszlovák labdarúgóiskolán felnövő, fiatal kárpátaljai tehetségekből álló csoporthoz két év múlva csatlakozott a munkácsi születésű Popovics Tibor is.) 
A Kijevi Dinamo utánpótlás kerete az ő részvételükkel 1949-ben kis-aranyérmeket szerzett az első ízben kiírt, a szovjet tartalékcsapatok közötti országos bajnokságon. A kijevi csapatban abban az évben már tíz fiatal kárpátaljai tehetség játszott, akik több éven keresztül elismert tagjai voltak a Dinamonak és kiemelkedő eredményeket értek el országos és nemzetközi szinten.
1951-ben Györffy visszatért Ungvárra a Szpartakhoz, amelyben még több mint öt szezont töltött és amelynek színeiben  1953-ban országos bajnoki címet szerzett és az ukrán kupasorozat elődöntőse lett. Ezt követően a szovjet bajnokság ukrán csoportjában szereplő Szpartak Sztaniszlav csapatához szerződött, majd egy év múlva az Ivano-Frankovszk megyei Himik Kalus másodosztályú klub vezetőedzője lett. Annak csapata az ő irányításával 1957-ben eljutott az ukrán kupa elődöntőjéig, s ott kezdte el rendkívül eredményes labdarúgó-karrierjét Szabó József szovjet érdemes sportmester is. Az 1969-1970-es években Györffy Zoltán a Verhovina Uzsgorod vezetőedzőjének segítője volt, utána pedig egészen nyugdíjazásáig társadalmi munkában, városi és megyei szinten a labdarúgás fejlesztésével foglalkozott.

## Sikerei, díjai
Ukrajna
- Ukrán bajnokság
  - bajnok: 1953
  - 4. hely: 1948, 1952
- Ukrán kupa
  - elődöntős (2): 1953, 1957

Szovjetunió
- Szovjet tartalékcsapatok bajnoksága
  - bajnok: 1949

## Ajánlott irodalom
- Fedák László. Kárpátalja a sporteredmények tükrében (43., 56., 110. és 137. oldal). Ungvár: Karpati (1994) (ukránul)
- Krajnyanica Péter. A kárpátaljai labdarúgás története (89., 92., 98., 120., 123. és 135. oldal). Ungvár: Karpati (2004) (ukránul)
- Mihalina László. Otthon minden kő megsegít... (43., 79. és 96. oldal). Vác: Kucsák Könyvkötészet és Nyomda (2011)